# 김시필 동자견려도
김시필 동자견려도(金禔筆 童子牽驢圖)는 삼성미술관 리움에 있는 조선시대의 풍속화이다. 1984년 8월 6일 대한민국의 보물 제783호로 지정되었다.

## 개요
김시필 동자견려도(金禔筆 童子牽驢圖)는 조선 중기의 화가 김시(1524∼1593)의 산수 인물화로 가로 46cm, 세로 111cm의 크기이며 대각선구도를 사용하여 비단에 채색하여 그린 것이다. 김시는『용천담적기』의 저자 김안로(1481∼1537)의 아들로서 독서와 서화로 일생을 보낸 선비화가이다. 
이 그림은 통나무 다리를 사이에 두고 건너지 않으려고 버티는 나귀의 고삐를 억지로 잡아끌고 있는 동자의 모습을 생생하게 묘사하였다. 화면 왼쪽에 날카롭고 각지게 표현된 가지와 뾰족한 잎을 지닌 소나무가 화면 아래에서 위 주봉까지 치솟아 그림의 여백을 메우고 있다. 뒤편으로는 비스듬히 치솟아있는 주봉을 흑백대비가 심한 묵법과 도끼로 찍어 생기는 단면의 모양과 비슷한 부벽준기법을 사용하여 나타내었다.
확실한 제작연대는 알 수 없으나, 16세기 후반경에 그려진 것으로 추측되는 이 그림은 전체적으로 소나무와 바위의 그림으로 인하여 왼쪽으로 치우친 구도를 나타내고 있으며 나무 및 바위의 묘사 등에서 절파화풍의 특징을 찾아 볼 수 있다.

## 같이 보기
- 김시

## 참고 자료
- 김시필 동자견려도 - 국가유산청 국가유산포털